# Polnischer Fußballpokal 1988/89

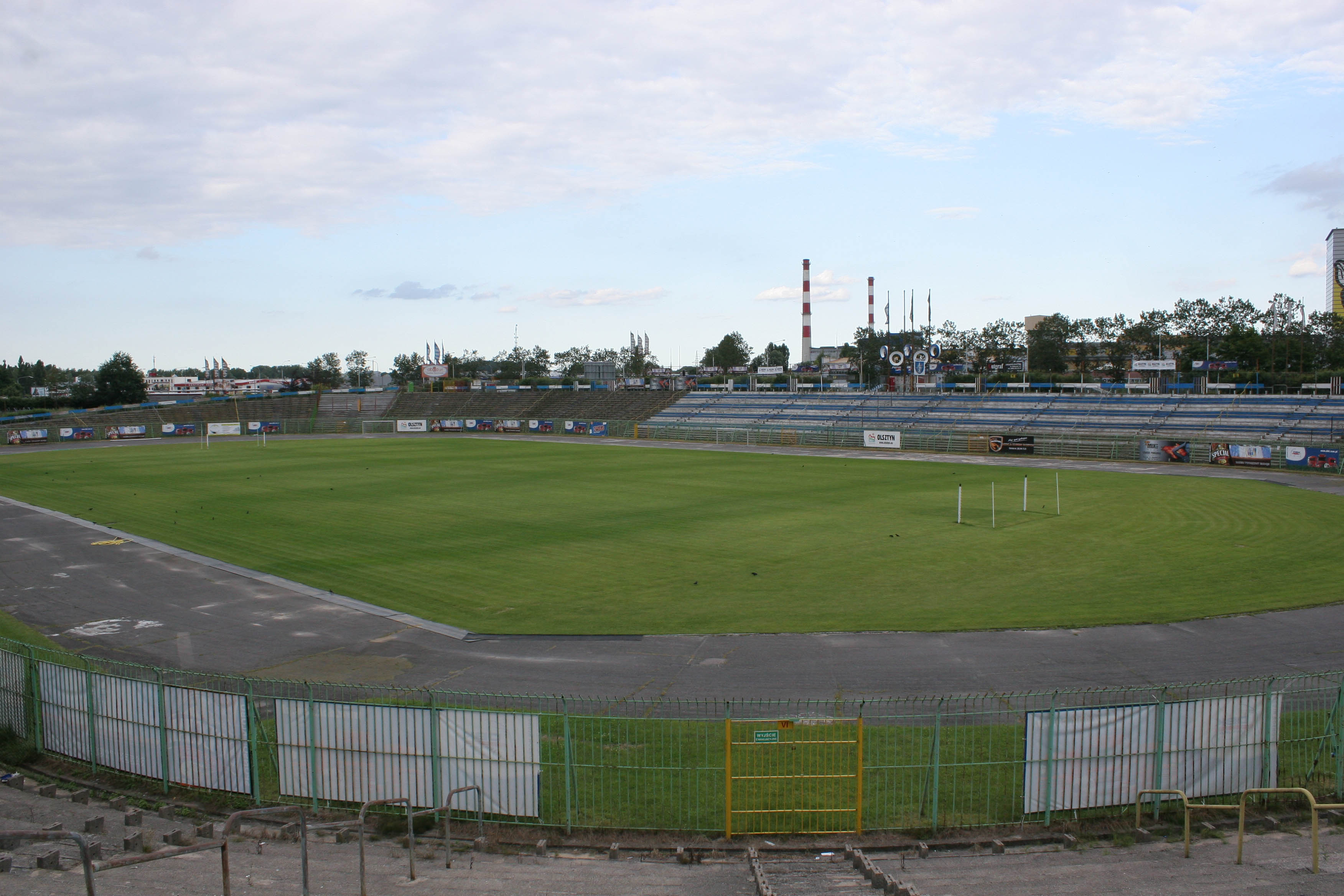
Das Stadion OSiR in Olsztyn, Austragungsort des polnischen Pokalfinales 1989

Der Puchar Polski 1988/89 war die 35. Ausspielung des polnischen Pokalwettbewerbs. Er begann am 25. Juli 1988 und wurde mit dem Finale am 24. Juni 1989 abgeschlossen.
Im Finale standen sich Legia Warschau und Jagiellonia Białystok gegenüber. Legia gewann den nationalen Pokal bei seiner 12. Finalteilnahme zum achten Mal. Endspielgegner Białystok stand zum ersten Mal im Finale. Durch den Pokalgewinn war Legia Warschau für die Teilnahme am Europapokal der Pokalsieger qualifiziert.
Titelverteidiger Lech Posen schied im Achtelfinale aus.

## Teilnehmende Mannschaften
| 1. Liga 16 Vereine der Saison 1987/88 | 2. Liga 32 Vereine der Saison 1987/88 | 64 Regionale Teilnehmer aus den Woiwodschaften | 64 Regionale Teilnehmer aus den Woiwodschaften | 64 Regionale Teilnehmer aus den Woiwodschaften |
| Górnik Zabrze GKS Katowice Legia Warschau ŁKS Łódź Widzew Łódź Śląsk Wrocław Szombierki Bytom Jagiellonia Białystok Lech Posen (TV) Pogoń Szczecin Zagłębie Lubin Lechia Gdańsk Olimpia Posen Górnik Wałbrzych Bałtyk Gdynia Stal Stalowa Wola | Gruppe I Ruch Chorzów GKS 1962 Jastrzębie Piast Nowa Ruda Polonia Bytom Zagłębie Wałbrzych Stilon Gorzów Wielkopolski Odra Wodzisław Piast Gliwice Radomiak Radom Zawisza Bydgoszcz Gwardia Warschau Ślęza Wrocław Odra Opole Stal Stocznia Szczecin Urania Ruda Śląska Stoczniowiec Gdańsk Gruppe II Stal Mielec Wisła Krakau Górnik Knurów Stal Rzeszów Zagłębie Sosnowiec Igloopol Dębica Avia Świdnik Resovia Rzeszów Motor Lublin Hutnik Krakau Włókniarz Pabianice Błękitni Kielce GKS Bełchatów Broń Radom Olimpia Elbląg Gwardia Szczytno | - W. Biała Podlaska AZS Biała Podlaska - W. Białystok Jagiellonia II Białystok - W. Bielsko-Biała BKS Stal Bielsko-Biała Beskid Andrychów - W. Bydgoszcz Goplania Inowrocław Polonia Bydgoszcz - W. Chełm Chełmianka Chełm - W. Ciechanów Mazovia Ciechanów - W. Częstochowa Motor Praszka - W. Elbląg nicht bekannt - W. Gdańsk Arka Gdynia Orkan Gdynia - W. Gorzów SHR Wojcieszyce - W. Jelenia Góra Granica Bogatynia - W. Kalisz Ostrovia Ostrów Wielkopolski - W. Katowice Rozbark Bytom Górnik II Knurów Krupiński Suszec - W. Kielce Korona Kielce - W. Konin Górnik Konin - W. Koszalin Gwardia Koszalin | - W. Kraków Gościbia Sułkowice KS Cracovia - W. Krosno Karpaty Krosno - W. Legnica Chrobry Głogów - W. Leszno Polonia Leszno - W. Lublin KS Lublinianka Stal Kraśnik - W. Łomża Grom Czerwony Bór - W. Łódź ŁKS II Łódź Boruta Zgierz - W. Nowy Sącz Glinik Gorlice - W. Olsztyn Stomil Olsztyn - W. Opole Odra II Opole Gwardia Opole - W. Ostrołęka Narew Ostrołęka - W. Piła Orzeł Biały Wałcz - W. Piotrków Piotrcovia Piotrków Trybunalski - W. Płock Stal Kutno - W. Poznań Warta Posen Olimpia II Posen - W. Przemyśl Polna Przemyśl | - W. Radom Czarni Radom - W. Rzeszów Izolator Boguchwała Zelmer Rzeszów - W. Siedlce Pogoń Siedlce - W. Sieradz Pogoń Zduńska Wola - W. Skierniewice Unia Skierniewice - W. Słupsk Gryf Słupsk - W. Suwałki Wigry Suwałki - W. Szczecin Flota Świnoujście Błękitni Stargard Szczeciński - W. Tarnobrzeg Sokół Nisko - W. Tarnów Wisłoka Dębica - W. Toruń FAM Chełmno - W. Wałbrzych Orzeł Ząbkowice Śląskie Victoria Wałbrzych - W. Warszawa Polonia Warschau Pogoń Grodzisk Mazowiecki - W. Włocławek Kujawiak Włocławek - W. Wrocław Moto Jelcz Oława Moto Jelcz II Oława - W. Zamość Hetman Zamość - W. Zielona Góra Lechia Zielona Góra |

## 1. Runde
Die Spiele der 1. Runde fanden am 25. Juli 1988 mit den Teilnehmern aus den Woiwodschaften statt.
| Datum      |                                 | Ergebnis              |                               |
| ---------- | ------------------------------- | --------------------- | ----------------------------- |
| 25.07.1988 | AZS Biała Podlaska              | 1:1 n. V. (4:5 i. E.) | KS Lublinianka                |
| 25.07.1988 | Chełmianka Chełm                | 2:1                   | Stal Kraśnik                  |
| 25.07.1988 | Hetman Zamość                   | 0:0 n. V. (5:4 i. E.) | Cracovia                      |
| 25.07.1988 | Orzeł Ząbkowice Śląskie         | 0:2                   | Chrobry Głogów                |
| 25.07.1988 | Orzeł Biały Wałcz               | 1:1 n. V. (2:3 i. E.) | Warta Posen                   |
| 25.07.1988 | Olimpia II Posen                | 2:1                   | Lechia Zielona Góra           |
| 25.07.1988 | Piotrcovia Piotrków Trybunalski | 0:1                   | Ostrovia Ostrów Wielkopolski  |
| 25.07.1988 | Orzeł Ząbkowice Śląskie         | 2:3                   | Górnik Konin                  |
| 25.07.1988 | Gościbia Sułkowice              | 1:0                   | Boruta Zgierz                 |
| 25.07.1988 | ŁKS II Łódź                     | 2:1                   | Unia Skierniewice             |
| 25.07.1988 | Stal Kutno                      | 1:4                   | Goplania Inowrocław           |
| 25.07.1988 | FAM Chełmno                     | 0:6                   | Arka Gdynia                   |
| 25.07.1988 | Jagiellonia II Białystok        | 3:2 n. V.             | Wigry Suwałki                 |
| 25.07.1988 | Polna Przemyśl                  | 0:1                   | Karpaty Krosno                |
| 25.07.1988 | Sokół Nisko                     | 1:2                   | Izolator Boguchwała           |
| 25.07.1988 | Gwardia Opole                   | 1:1 n. V. (2:4 i. E.) | Polonia Leszno                |
| 25.07.1988 | Odra II Opole                   | 0:1                   | BKS Stal Bielsko-Biała        |
| 25.07.1988 | Wisłoka Dębica                  | 3:0                   | Glinik Gorlice                |
| 25.07.1988 | Pogoń Siedlce                   | 1:3                   | Polonia Warschau              |
| 25.07.1988 | Rozbark Bytom                   | 2:1                   | Moto Jelcz Oława              |
| 25.07.1988 | Motor Praszka                   | 1:4                   | Zelmer Rzeszów                |
| 25.07.1988 | Beskid Andrychów                | 0:1                   | Górnik II Knurów              |
| 25.07.1988 | Granica Bogatynia               | 1:4                   | Victoria Wałbrzych            |
| 25.07.1988 | Krupiński Suszec                | 3:1                   | Korona Kielce                 |
| 25.07.1988 | Grom Czerwony Bór               | 2:0                   | Narew Ostrołęka               |
| 25.07.1988 | Kujawiak Włocławek              | 1:3                   | Polonia Bydgoszcz             |
| 25.07.1988 | Moto Jelcz II Oława             | 3:1                   | SHR Wojcieszyce               |
| 25.07.1988 | Orkan Gdynia                    | 2:0                   | Mazovia Ciechanów             |
| 25.07.1988 | Pogoń Grodzisk Mazowiecki       | 1:2                   | Czarni Radom                  |
| 25.07.1988 | Stomil Olsztyn                  | 1                     | Vertreter Woiwodschaft Elbląg |
| 25.07.1988 | Flota Świnoujście               | 4:1                   | Gwardia Koszalin              |
| 25.07.1988 | Błękitni Stargard Szczeciński   | 1:1 n. V. (2:3 i. E.) | Gryf Słupsk                   |

## 2. Runde
Die Spiele der 2. Runde wurden am 2. August 1988 mit den Gewinnern der 1. Runde sowie den Mannschaften der 2. Liga der Saison 1987/88 ausgetragen.
| Datum      |                              | Ergebnis              |                            |
| ---------- | ---------------------------- | --------------------- | -------------------------- |
| 02.08.1988 | ŁKS II Łódź                  | 2:3                   | GKS Bełchatów              |
| 02.08.1988 | KS Lublinianka               | 3:1                   | Broń Radom                 |
| 02.08.1988 | Jagiellonia II Białystok     | 4:2                   | Gwardia Szczytno           |
| 02.08.1988 | Górnik II Knurów             | 4:5 n. V.             | Stal Rzeszów               |
| 02.08.1988 | Chełmianka Chełm             | 0:3                   | Błękitni Kielce            |
| 02.08.1988 | Zelmer Rzeszów               | 0:1                   | Hutnik Krakau              |
| 02.08.1988 | Stomil Olsztyn               | 4:1                   | Gwardia Warschau           |
| 02.08.1988 | Victoria Wałbrzych           | 0:0 n. V. (1:3 i. E.) | Piast Gliwice              |
| 02.08.1988 | Rozbark Bytom                | 4:2 n. V.             | Wisła Krakau               |
| 02.08.1988 | Krupiński Suszec             | 0:2                   | Avia Świdnik               |
| 02.08.1988 | Gościbia Sułkowice           | 1:1 n. V. (2:4 i. E.) | Odra Wodzisław             |
| 02.08.1988 | Grom Czerwony Bór            | 3:0                   | Motor Lublin               |
| 02.08.1988 | Polonia Leszno               | 0:6                   | Polonia Bytom              |
| 02.08.1988 | BKS Stal Bielsko-Biała       | 0:1                   | Resovia Rzeszów            |
| 02.08.1988 | Ostrovia Ostrów Wielkopolski | 1:1 n. V. (5:4 i. E.) | Stilon Gorzów Wielkopolski |
| 02.08.1988 | Goplania Inowrocław          | 1:4                   | Olimpia Elbląg             |
| 02.08.1988 | Karpaty Krosno               | 2:1                   | Stal Mielec                |
| 02.08.1988 | Olimpia II Posen             | 0:4                   | Zagłębie Wałbrzych         |
| 02.08.1988 | Górnik Konin                 | 1:1 n. V. (3:4 i. E.) | Piast Nowa Ruda            |
| 02.08.1988 | Polonia Warschau             | 0:2                   | Zagłębie Sosnowiec         |
| 02.08.1988 | Izolator Boguchwała          | 2:4                   | Igloopol Dębica            |
| 02.08.1988 | Wisłoka Dębica               | 2:0                   | Radomiak Radom             |
| 02.08.1988 | Arka Gdynia                  | 5:2                   | Stal Stocznia Szczecin     |
| 02.08.1988 | Chrobry Głogów               | 2:2 n. V. (5:4 i. E.) | Ślęza Wrocław              |
| 02.08.1988 | Polonia Bydgoszcz            | 1:2                   | Ruch Chorzów               |
| 02.08.1988 | Czarni Radom                 | 1:1 n. V. (4:5 i. E.) | Urania Ruda Śląska         |
| 02.08.1988 | Moto Jelcz II Oława          | 1:2                   | Odra Opole                 |
| 02.08.1988 | Hetman Zamość                | 0:2                   | Górnik Knurów              |
| 02.08.1988 | Flota Świnoujście            | 2:4                   | Zawisza Bydgoszcz          |
| 02.08.1988 | Gryf Słupsk                  | 3:2                   | Stoczniowiec Gdańsk        |
| 02.08.1988 | Warta Posen                  | 1:0 n. V.             | Włókniarz Pabianice        |
| 02.08.1988 | Orkan Gdynia                 | 1:4                   | GKS 1962 Jastrzębie        |

## 3. Runde
Die Spiele der 3. Runde fanden am 17. August 1988 statt. Es nahmen die Gewinner der 2. Runde teil.
| Datum      |                              | Ergebnis              |                     |
| ---------- | ---------------------------- | --------------------- | ------------------- |
| 17.08.1988 | Karpaty Krosno               | 1:3                   | Hutnik Krakau       |
| 17.08.1988 | Piast Nowa Ruda              | 0:1                   | GKS 1962 Jastrzębie |
| 17.08.1988 | Chrobry Głogów               | 2:1 n. V.             | Zagłębie Wałbrzych  |
| 17.08.1988 | Warta Posen                  | 1:2                   | Zawisza Bydgoszcz   |
| 17.08.1988 | Ostrovia Ostrów Wielkopolski | 0:1                   | Odra Wodzisław      |
| 17.08.1988 | Gryf Słupsk                  | 2:0                   | GKS Bełchatów       |
| 17.08.1988 | Grom Czerwony Bór            | 1:1 n. V. (4:3 i. E.) | Błękitni Kielce     |
| 17.08.1988 | Jagiellonia II Białystok     | 0:2                   | Stomil Olsztyn      |
| 17.08.1988 | Odra Opole                   | 1:1 n. V. (4:2 i. E.) | Zagłębie Sosnowiec  |
| 17.08.1988 | Górnik Knurów                | 1:2                   | Polonia Bytom       |
| 17.08.1988 | Olimpia Elbląg               | 2:1 n. V.             | Arka Gdynia         |
| 17.08.1988 | Rozbark Bytom                | 0:0 n. V. (2:3 i. E.) | Piast Gliwice       |
| 17.08.1988 | Ruch Chorzów                 | 8:1                   | Urania Ruda Śląska  |
| 17.08.1988 | KS Lublinianka               | 2:0                   | Avia Świdnik        |
| 17.08.1988 | Wisłoka Dębica               | 5:2 n. V.             | Resovia Rzeszów     |
| 17.08.1988 | Stal Rzeszów                 | 4:1                   | Igloopol Dębica     |

## 4. Runde
Die 4. Runde fand am 31. August 1988 sowie mit den Gewinnern der 3. Runde statt. Hinzu kamen die 16 Mannschaften der 1. Liga.
| Datum      |                     | Ergebnis              |                       |
| ---------- | ------------------- | --------------------- | --------------------- |
| 31.08.1989 | GKS 1962 Jastrzębie | 1:0                   | Olimpia Posen         |
| 31.08.1988 | Ruch Chorzów        | 3:0                   | Widzew Łódź           |
| 31.08.1988 | Chrobry Głogów      | 1:1 n. V. (2:4 i. E.) | Jagiellonia Białystok |
| 31.08.1988 | Stal Rzeszów        | 0:1 n. V.             | Legia Warschau        |
| 31.08.1988 | Odra Opole          | 1:0                   | Szombierki Bytom      |
| 31.08.1988 | Zawisza Bydgoszcz   | 2:3                   | Śląsk Wrocław         |
| 31.08.1988 | Odra Wodzisław      | 1:0                   | Zagłębie Lubin        |
| 31.08.1988 | KS Lublinianka      | 1:2                   | Lech Posen            |
| 31.08.1988 | Wisłoka Dębica      | 2:1                   | Górnik Zabrze         |
| 31.08.1988 | Olimpia Elbląg      | 1:1 n. V. (5:6 i. E.) | Bałtyk Gdynia         |
| 31.08.1988 | Piast Gliwice       | 1:2                   | GKS Katowice          |
| 31.08.1988 | Gryf Słupsk         | 1:4                   | ŁKS Łódź              |
| 31.08.1988 | Grom Czerwony Bór   | 0:2                   | Stal Stalowa Wola     |
| 31.08.1988 | OKS Stomil Olsztyn  | 2:1                   | Górnik Wałbrzych      |
| 31.08.1988 | Hutnik Krakau       | 2:1                   | Lechia Gdańsk         |
| 31.08.1988 | Polonia Bytom       | 0:1                   | Pogoń Szczecin        |

## 5. Runde
Die Spiele der 5. Runde fanden am 14. September 1988 mit den Gewinnern der 4. Runde statt.
| Datum      |                    | Ergebnis              |                       |
| ---------- | ------------------ | --------------------- | --------------------- |
| 14.09.1988 | Stal Stalowa Wola  | 2:4                   | Jagiellonia Białystok |
| 14.09.1988 | Odra Wodzisław     | 1:2                   | Ruch Chorzów          |
| 14.09.1988 | GKS Jastrzębie     | 1:3                   | Górnik Zabrze         |
| 14.09.1988 | OKS Stomil Olsztyn | 0:2                   | Pogoń Szczecin        |
| 14.09.1988 | Hutnik Krakau      | 2:3                   | GKS Katowice          |
| 14.09.1988 | Odra Opole         | 1:1 n. V. (4:5 i. E.) | Śląsk Wrocław         |
| 14.09.1988 | Bałtyk Gdynia      | 2:1                   | Lech Posen            |
| 14.09.1988 | Legia Warschau     | 3:0                   | ŁKS Łódź              |

## Viertelfinale
Die Spiele wurden in Hin- und Rückspielen ausgetragen. Die erstgenannten Mannschaften hatten zuerst Heimrecht. Die Hinspiele fanden am 16. Oktober 1988, die Rückspiele am 27. Oktober 1988 statt.
|                       | Gesamt    |                | Hinspiel | Rückspiel |
| --------------------- | --------- | -------------- | -------- | --------- |
| Jagiellonia Białystok | (a)1:1(a) | Bałtyk Gdynia  | 10:0 1   | 1:1       |
| Górnik Zabrze         | 2:5       | Legia Warschau | 2:3      | 0:2       |
| GKS Katowice          | 5:2       | Śląsk Wrocław  | 3:1      | 2:1       |
| Pogoń Szczecin        | 3:7       | Ruch Chorzów   | 3:3      | 0:4       |

## Halbfinale
Die erstgenannten Mannschaften hatten zuerst Heimrecht. Die Hinspiele fanden am 4. März 1989, die Rückspiele am 15. März 1989 statt.
|              | Gesamt |                       | Hinspiel | Rückspiel |
| ------------ | ------ | --------------------- | -------- | --------- |
| Ruch Chorzów | 0:2    | Jagiellonia Białystok | 0:0      | 0:2       |
| GKS Katowice | 1:2    | Legia Warschau        | 11:0 1   | 0:2       |

## Finale
| Legia Warschau                          | Legia Warschau | Jagiellonia Białystok | Jagiellonia Białystok |
| --------------------------------------- | --- | --- | --------------------- |
| Legia Warschau                          | \| 24. Juni 1989 in Olsztyn (Stadion OSiR) \| \| Ergebnis: 5:2 (3:1) \| \| Zuschauer: 20.000 \| \| Schiedsrichter: Krzysztof Perek (Posen) \| | \| 24. Juni 1989 in Olsztyn (Stadion OSiR) \| \| Ergebnis: 5:2 (3:1) \| \| Zuschauer: 20.000 \| \| Schiedsrichter: Krzysztof Perek (Posen) \| | Jagiellonia Białystok |
| Legia Warschau                          | Zbigniew Robakiewicz – Zbigniew Kaczmarek, Krzysztof Budka, Juliusz Kruszankin, Dariusz Wdowczyk – Jacek Bąk (72. Jan Karaś), Andrzej Łatka, Leszek Pisz (80. Marek Jóźwiak), Krzysztof Iwanicki – Dariusz Dziekanowski, Roman Kosecki Cheftrainer: Andrzej Strejlau | Nowiński – Mariusz Lisowski, Jarosław Bartnowski, Andrzej Ambrożej, Antoni Cylwik – Romaniuk (60. Janusz Szugzda), Dariusz Czykier, Dariusz Bayer, Jarosław Michalewicz (66. Cezary Kulesza) – Jacek Bayer, Jerzy Leszczyk Cheftrainer: Krzysztof Buliński | Jagiellonia Białystok |
| Legia Warschau                          | 1:0 Roman Kosecki (8.) 2:0 Dariusz Dziekanowski (21.) 3:0 Roman Kosecki (29.) 4:1 Krzysztof Iwanicki (57.) 5:2 Dariusz Dziekanowski (80.) | 3:1 Jerzy Leszczyk (31.) 4:2 Jacek Bayer (67.) | Jagiellonia Białystok |
| 24. Juni 1989 in Olsztyn (Stadion OSiR) | | |                       |
| Ergebnis: 5:2 (3:1)                     | | |                       |
| Zuschauer: 20.000                       | | |                       |
| Schiedsrichter: Krzysztof Perek (Posen) | | |                       |